# Longshendao
 (juin 2021).
Longshendao ou Long Shen Dao (chinois : 龙神道 ; pinyin : lóngshén dào) est un groupe de reggae chinois de Pékin crée en 2006. Considéré comme l'embassadeur du reggae en Chine, ils font des jams au Temple bar de Pékin et des tournées en Nouvelle Zélande et Canada au Reggaefest de Calgary.

## Origines du groupe
Le peuplement de la jamaïque par des chinois commence lorsque 472 qui avaient participé à la construction du canal de panama y  envoyé en 1854 par le gouvernement britannique pour y construire des rails. Bien qu'ils aient joué un rôle important dans la naissance du reggae, notamment en y installant des boutiques de vente de matériel de musique et de sonorisation, mais aussi des producteurs tels que Vincent « Randy » Chen, dont le père était venu de Chine dans les années 1920 et son épouse Patricia d'origine chinoise et indienne, producteurs de Lord Creator, ou Leslie Kong qui tenait un restaurant et une boutique de musique, et est le producteur de Jimmy Cliff qui a enregistré le premier album de Bob Marley and the Wailers, cette musique n'a pas été très populaire en Chine. 
Des chanteurs tels que Dou Wei commencent à intégrer des éléments de reggae dès les années 1990, certains groupent sortent un album de reggae mais n'insistaient pas.
Pour le chanteur et bassiste Guo Jian, venant des groupes XTX (zh) (谢天笑, xiètiān xiào) et Animal à sang froid (凉血动物), le groupe a commencé à s'intéresser au reggae en 1997. Le joueur de guzheng (cithare chinoise), Zhang Wei, a également participé à ces groupes, ainsi que Buyi (zh) (布衣乐队). Le claviériste Fei Fei, a quant à lui joué avec le groupe Zhang Chu, et le batteur, Gao Fei avec Ershou meigui (二手玫瑰, Secondhand Rose). L'album Just One Desire de XTX était un premier rapprochement avec ce qui pouvait ressemblait à du reggae en 2008, mais le premier succès d'un album reggae est yōngbào (拥抱 de ce groupe, dont le titre est traduit en anglais Tai Chi Reggae), sorti en 2011 qui reçoit le prix du meilleur album au prix Midi (Midi Awards), une cérémonie de prix de l'école de musique Midi,. Ce sont surtout les Africains et Jamaïquains qui dansent le reggae aux concerts de Longshendao d'après le guitariste du groupe Gao Xu.

## Style
Le groupe présent à de nombreux événements autour de Bob Marley, bien qu'utilisant le guzheng, instrument traditionnel chinois, leur but n'est pas de faire un mélange, pour eux cet instrument est proche de la guitare. les paroles ont parlent cependant d'amour, de liberté spiruelle, et inclus des aspects du taoïsme, au lâché prise que l'on retrouve dans le reggae, quelques éléments de mantras bouddhiques sont également récités dans différents morceaux.
Leur musique mélange principalement reggae, dub, ska drum'n'bass, électro.

## Discographie
- 2011 : 拥抱, yōngbào, « embrasser » — Tai Chi Reggae
- 2014 : 点亮爱, diǎnliàng ài, « allumer l'amour »
- 2015 : « I Say » avec The Party Squad
- 2019 : 地下游乐场, dìxià yóulèchǎng, « terrain de jeu souterrain » avec The Party Squad